# 尼古拉·谢苗诺维奇·博戈柳博夫
尼古拉·谢苗诺维奇·博戈柳博夫（俄語：Николай Семёнович Боголюбов；1905年11月11日（格里历：11月24日）—1975年6月4日），俄罗斯族，苏联党和国家领导人。曾任哈共（布）塞米巴拉金斯克州、阿拉木图州、东哈萨克斯坦州委第一书记，吉共中央第一书记，苏联汽车运输与公路部副部长等职务。

## 生平
- 1905年11月24日出生于莫斯科的一个服务员家庭。
- 1918年-1919年，莫斯科市第26劳动学校学习。
- 1919年因父亲去世，全家迁往莫斯科省的什皮特科沃村生活。
- 1921年-1924年，莫斯科州沃洛科拉姆斯克农场工作。1922年加入共青团。
- 1924年11月-1925年2月，共青团沃洛科拉姆斯克区委阅览室负责人。1925年加入联共（布）。
- 1925年2月-12月，共青团沃洛科拉姆斯克区委讲师，组织部长。
- 1925年12月-1928年10月，联共（布）莫斯科州沃洛科拉姆斯克区委员会新闻部会计。
- 1928年10月-1929年10月，莫斯科州Orgstroy工会工作。
- 1929年10月-1930年12月，莫斯科机械工程学院实验室负责人，工程管理系研究员。其间，1929年-1930年，加里宁夜校学习。
- 1930年-1934年，莫斯科机械工程学院学习。其间，1930年12月-1931年6月，全苏重工业机械工程部组织局行政部门负责人。
- 1934年2月-1936年11月，哈萨克苏维埃社会主义共和国北哈萨克斯坦州Chushkala Mole肉联厂政治部主任。
- 1936年11月-1937年11月，哈共（布）北哈萨克斯坦州卡列洛夫斯基区委书记。
- 1937年11月-1938年6月，哈共（布）北哈萨克斯坦州休钦斯克区委第一书记。
- 1938年6月-1939年7月，哈共（布）北哈萨克斯坦州委第三书记。
- 1939年7月-10月，哈共（布）北哈萨克斯坦州委宣传鼓动部党委书记。
- 1939年10月-1942年10月，哈共（布）塞米巴拉金斯克州委第一书记。
- 1943年2月-8月，哈共（布）中央第三书记。
- 1943年8月-1944年9月，哈共（布）阿拉木图州委第一书记。
- 1944年9月-1945年7月，哈共（布）东哈萨克斯坦州委第一书记。
- 1945年7月-1950年7月，吉尔吉斯共产党（布）中央第一书记。
- 1950年-1951年，联共（布）中央党校进修班学习。
- 1951年-1956年，俄罗斯苏维埃社会主义共和国公路局局长，汽车运输与公路部副部长。期间，1953年8月-1956年5月，苏联汽车运输与公路部副部长。
- 1956年5月-1974年，俄罗斯苏维埃社会主义共和国国家仲裁法院首席法官。
- 1974年7月退休。
- 1975年6月4日于莫斯科逝世，享年69岁。葬于新圣女公墓。

博戈柳博夫是第1-3届苏联最高苏维埃联盟院代表。

## 荣誉
- 两次列宁勋章
- 劳动红旗勋章
- 一级卫国战争勋章
- 荣誉勋章